# James Lofthouse (Apotheker)
James Lofthouse (* 1842 in Lancaster, Lancashire; † 21. Mai 1906) war ein britischer Apotheker. Er war der Erfinder der „Fisherman’s Friend“-Lutschpastillen.

## Leben
Lofthouse eröffnete 1865 eine Apotheke in der Küstenstadt Fleetwood, aus der später das Unternehmen Lofthouse of Fleetwood entstand. Fischer mit verschiedenen Atemproblemen gehörten zu seinen Kunden, für die er die bekannte Lutschpastille kreierte – eine Pastille darum, weil diese einfacher zu transportieren und einzunehmen war als etwa eine Flüssigkeit. Die Seeleute nahmen ihm die Medizin in großen Stückzahlen ab und bezeichneten sie als „Freunde“ – daher der spätere Name. Die Pastillen wurden erst nach seinem Tod überregional vermarktet, durch seinen Enkel Tony Lofthouse.